# فرانسیسکا لاشاپل
فرانسیسکا آنتونیا زامپونا (متخلص به مندز مونترو؛ زاده ۵ مه ۱۹۸۹ در آزوا د کامپوستلا) یک بازیگر آمریکایی، مجری تلویزیون و دارنده عنوان مسابقه زیبایی است. او در حال حاضر یکی از مجریان برنامه محبوب صبحگاهی بیدارشو آمریکا! در شبکه تلویزیونی یونیویزیون است.
فرانسیسکا در ۵ مه ۱۹۸۹ به دنیا آمد. در نوجوانی در تلویزیون دومینیکن حضور یافت و بر روی صفحه تلویزیون ظاهر شد. او در سال ۲۰۱۰ به ایالات متحده مهاجرت کرد
اولین بار فرانسیسکا با راکی لاشاپل ازدواج کرد که از سال ۲۰۱۰ تا ۲۰۱۶ به طول انجامید. او در سال ۲۰۲۲ با تاجر ایتالیایی فرانچسکو زامپونا ازدواج کرد و در حال حاضر در میامی، فلوریدا زندگی می‌کند. آنها دو بچه دارند.